# Jamie Landry
Jamie Landry (* 20. März 1982) ist ein kanadischer Skeletonfahrer.
Jamie Landry ist Geschäftsmann aus Calgary. Er begann 2006 mit dem Skeletonsport und gehört seit 2006 zum kanadischen Nationalkader. Im November 2006 trat er erstmals im America’s-Cup-Rennen in seiner Heimatstadt an und wurde Zehnter. Abgesehen von einem Rennen im Skeleton-Europacup (13. 2007 in Winterberg) trat er international bislang nur in dieser Rennserie an. Im Januar 2008 gewann er sein erstes Rennen auf seiner Heimbahn in Calgary. Bei den kanadischen Meisterschaften 2007 wurde er Fünfter, ein Jahr später Sechster.
| Personendaten    | Personendaten             |
| ---------------- | ------------------------- |
| NAME             | Landry, Jamie             |
| KURZBESCHREIBUNG | kanadischer Skeletonpilot |
| GEBURTSDATUM     | 20. März 1982             |